# Suurisaari (ö i Finland, Södra Savolax, S:t Michel, lat 61,75, long 27,10)
Suurisaari är en ö i Finland. Den ligger i sjön Korpijärvi och Verijärvi och i kommunen Sankt Michel i den ekonomiska regionen  S:t Michel och landskapet Södra Savolax, i den södra delen av landet, 210 km nordost om huvudstaden Helsingfors. Öns area är 4,4 hektar och dess största längd är 460 meter i nord-sydlig riktning.